# Taça de Portugal de Hóquei em Patins Feminino de 2018–19
A Taça de Portugal de Hóquei em Patins Feminino de 2018–19, foi a 27ª edição da Taça de Portugal, ganha pelo SL Benfica (6º título).

## Final
A final foi disputada no Domingo, 09 de Junho de 2019, Pavilhão do Hóquei Clube de Turquel. Árbitros: Pedro Figueiredo e Carlos Correia
|            | Resultado |                  |
| ---------- | --------- | ---------------- |
| SL Benfica | 9 – 1     | CA Campo Ourique |

## Meias-finais
As partidas foram disputadas a 08 de Junho de 2019, Pavilhão do Hóquei Clube de Turquel. Árbitros:  1º Jogo Sílvia Coelho e Vera Fernandes e 2º Jogo André Portal e Marco Gomes
|                   | Resultado |                  |
| ----------------- | --------- | ---------------- |
| Stuart HC Massamá | 3 – 8     | SL Benfica       |
| CH Carvalhos      | 3 – 4     | CA Campo Ourique |

## Quartos de final 2ª Mão
A primeira e terceira partidas foram disputadas a 03 de Fevereiro de 2019 e a segunda e quarta no dia 02 de Fevereiro de 2019.
|                  | Resultado |                   |
| ---------------- | --------- | ----------------- |
| C Acad. Feira    | 3 – 5     | CA Campo Ourique  |
| CH Carvalhos     | 7 – 4     | A Acad. Coimbra   |
| SL Benfica       | 10 – 1    | UDC Nafarros      |
| C Infante Sagres | 1 – 6     | Stuart HC Massamá |

## Quartos de final 1ª Mão
A primeira, segunda e terceira partidas foram disputadas a 12 de Janeiro de 2019 e a quarta no dia 16 de Janeiro de 2019.
|                   | Resultado |                  |
| ----------------- | --------- | ---------------- |
| CA Campo Ourique  | 8 – 3     | C Acad. Feira    |
| A Acad. Coimbra   | 3 – 5     | CH Carvalhos     |
| UDC Nafarros      | 1 – 14    | SL Benfica       |
| Stuart HC Massamá | 2 – 0     | C Infante Sagres |

## 1ª Eliminatória 2ª Mão
A primeira partida foi disputada a 29 de Dezembro de 2018 e a segunda, quarta e quinta no dia 15 de Dezembro de 2018, a Terceira no di 16 de Dezembro de 2018 e a ultima no dia 11 de Dezembro de 2018.
|                    | Resultado |                  |
| ------------------ | --------- | ---------------- |
| AD Sanjoanense     | 1 – 1     | C Acad. Feira    |
| ACD Vila Boa Bispo | 4 – 4     | CH Carvalhos     |
| C Infante Sagres   | 2 – 1     | AF Arazede       |
| FC Alverca         | 0 – 10    | CA Campo Ourique |
| Ext. São Filipe    | 3 – 2     | UDC Nafarros     |
| APAC Tojal         | 2 – 7     | SL Benfica       |

## 1ª Eliminatória 1ª Mão
A primeira e segunda partidas foram disputadas a 02 de Dezembro de 2018 a terceira e quinta a 01 de Dezembro de 2018, a quarta a 30 de Novembro de 2018 e a ultima a 05 de Dezembro de 2018.
|                  | Resultado |                    |
| ---------------- | --------- | ------------------ |
| C Acad. Feira    | 6 – 2     | AD Sanjoanense     |
| CH Carvalhos     | 8 – 1     | ACD Vila Boa Bispo |
| AF Arazede       | 1 – 3     | C Infante Sagres   |
| CA Campo Ourique | 5 – 3     | FC Alverca         |
| UDC Nafarros     | 4 – 2     | Ext. São Filipe    |
| SL Benfica       | 14 – 0    | APAC Tojal         |